# 乌敦·卡迪亚
乌敦·卡迪亚（1931年3月3日—1999年12月9日）1998年至1999年，他担任第二任老挝人民民主共和国副主席。